# Чорний та білий (фільм, 2012)
«Чорний та білий. Початок» (оригінальна назва кит.: 痞子英雄首部曲：全面開戰) — тайванський екшн-бойовик режисера Юе-Сун Цай, що вийшов взимку 2012 року на основі серіалу з такою ж назвою від 2009 року. Головні ролі виконують Марк Чао, Джанін Чан, Angelababy та Хуан Бо.

У 2014 було знято продовження під назвою «Чорний та білий — 2. Світанок справедливості».

## Сюжет
Ву Їн Сьон (Марк Чао) зовсім недавно закінчив поліцейську академію, і тепер він рветься в справжній бій. Його безпосередній начальник не зовсім схвалює таке службове завзяття і після того, як рядове переслідування грабіжників перетворилися на цілковитий розгром, він відправив By на психологічну експертизу для того, щоб перевірити, чи немає у хлопця проблем із зайвою тягою до насильства. By тимчасово відсторонили від роботи, але проблеми самі знайшли його - він став випадковим свідком перестрілки, влаштованої озброєними до зубів людьми з чорного гвинтокрила. Єдиний хто вижив, виявився дрібним ганґстером Сю Дафу (Хуан Бо), який спробував продати кейс з діамантами. Спочатку, By просто хотів здати його поліції і забути, але його насторожила поведінку спецслужб, які займаються цією справою - здалося, що хтось зі своїх працює разом з ганґстерами.

### Персонажі
| Актор      | Персонаж                   | Роль                                    |
| ---------- | -------------------------- | --------------------------------------- |
| Марк Чао   | Ву Їн Сьон (кит.: 吳英雄)  | головний герой, поліціянт-новачок       |
| Хуан Бо    | Сю Дафу (кит.: 徐達夫)     | дрібний злодюжка, вимушений напарник Ву |
| Angelababy | Фан Нінґ (кит.: 范寧)      |                                         |
| Террі Кван | Сяо Ченґ Ту (кит.: 杜小晴) |                                         |
| Леон Дай   | Джабар (кит.: 賈霸（假))   |                                         |
| Алекс Ту   | Оу (кит.: 歐文斯)          | капітан SIS                             |
| Кен Лін    | Тянг (кит.: 阿同)          |                                         |

## External links
- Чорний та білий на сайті IMDb (англ.)